# Philip Musgrave (2e baronnet)
Philip Musgrave, 2e baronnet (21 mai 1607 - 7 février 1678) est un homme politique anglais qui siège à la Chambre des communes d'Angleterre de 1640 à 1643 et de 1661 à 1678. Il sert dans l'armée royaliste pendant la Première révolution anglaise.

## Biographie
Il est le fils de Richard Musgrave, qui est député de Westmorland, et de son épouse Frances Wharton, fille de Philip Lord Wharton. La famille Musgrave est installée à Musgrave dans Westmorland depuis plusieurs siècles. Il hérite du titre de baronnet à la mort de son père en 1615.
En avril 1640, il est élu député de Westmorland au Court Parlement. Il est réélu pour Westmorland en novembre 1640 pour le Long Parlement. Il soutient le roi et est empêché de siéger au Parlement en mars 1643. Il est gouverneur de Carlisle et combat pour le roi à la bataille de Marston Moor et à la bataille de Worcester .
Après la restauration, Musgrave est nommé Custos Rotulorum de Westmorland de 1660 jusqu'à sa mort et est réélu député de Westmorland en 1661 pour le Parlement cavalier et siège jusqu'à sa mort en 1678. On lui offre une pairie en tant que baron Musgrave, de Hartley Castle dans le comté de Westmorland, mais n'accepte pas le brevet.
Musgrave est décédé à Eden Hall à l'âge de 70 ans.
Il épouse Julia Hutton, fille de Richard Hutton (en) de Goldsborough Hall, Yorkshire. Son fils Richard lui succède comme baronnet.